# Homer's Night Out
«Homer's Night Out», llamado «Homer se va de juerga» en España y «La correría de Homero» en Hispanoamérica, es un capítulo perteneciente a la primera temporada de la serie animada Los Simpson, emitido originalmente el 25 de marzo de 1990. El episodio fue escrito por Jon Vitti y dirigido por Rich Moore. Sam McMurray fue la estrella invitada del episodio como Gulliver Dark, el hombre que presenta a Homer ante la audiencia en el espectáculo del final.
El episodio fue bien recibido por los críticos y fue el segundo programa más visto en Fox la semana en que se emitió por primera vez. Este episodio, junto con otros tres capítulos del programa, fue incluido en el DVD The Simpsons Gone Wild, lanzado a la venta en 2004.

## Sinopsis
Todo comienza cuando Bart ordena una cámara de fotos en miniatura por correo, la cual llega seis meses más tarde. Con su pequeña cámara, Bart saca fotos por todas partes, incluyendo una de Marge depilándose, varias del perro e incluso de él mismo desnudo a lo que Lisa comenta "Mamá, Bart se está fotografiando el trasero".
Un día Homer es invitado a una despedida de soltero de un compañero de trabajo. Marge, quedándose sola con los niños, decide llevarlos a cenar a un restaurante llamado "Rusty Barnacle" ("El Galeón del Pirata" en Hispanoamérica), donde se estaba llevando a cabo la despedida de solteros, sin que ella lo supiera. En la fiesta, una bailarina exótica llamada Princesa Cachemira realiza un show. Justo cuando está bailando con Homer, Bart, a escondidas, le toma una foto con su pequeña cámara.
La foto comienza a circular por todo Springfield, hasta que Marge, en la clase de aeróbica, la ve. Cuando Homer vuelve a su casa luego del trabajo, Marge lo recibe con la foto extendida hacia su cara. Bart, avergonzado, confiesa que fue él quién sacó la foto. Su madre lo manda a su cuarto y echa a Homer de la casa.
Homer pasa la noche en el departamento de Barney. A la mañana siguiente, cuando vuelve a su casa tratando de disculparse, Marge le dice que aunque le molestaba lo que Homer había hecho, más le enfadaba el ejemplo que le estaba dando a Bart al tratar a las mujeres como cosas. Le pide a su marido que busque a la bailarina, y que le muestre a Bart que ella era una mujer con sentimientos y no simplemente un objeto.
Bart y Homer recorren todos los centros nocturnos de la ciudad, hasta que llegan al Sapphire Lounge. Allí encuentran a la Princesa Cachemira, quien comienza a explicarle a Bart cuáles son sus gustos, para que el niño vea que ella era una persona normal con sentimientos. Pero Homer accidentalmente se sube a la jaula en donde estaba la princesa y termina en el escenario. Al reconocer a Homer, "el sujeto de la foto", el animador del show le arma un espectáculo con las bailarinas danzando a su alrededor. Homer baila feliz, pero al ver la cara de entretenimiento de Bart, se da cuenta de lo que está haciendo y detiene el show. 
Homer comienza a dar un discurso sobre lo que son las mujeres en realidad, "nuestras hermanas, tías, sobrinas y sobrinos (¡D'oh! Eso no.), abuelas... madres" y logra conmover a todo el público. Los hombres que estaban viendo el show se van con sus respectivas esposas y sólo queda Marge, quien corre a abrazar a Homer con los ojos llenos de lágrimas, y lo perdona.

## Producción
El apartamento de Barney, en el cual Homer pasa la noche luego de que Marge lo echa de su casa, está basado en parte en el apartamento que compartieron en la universidad Rich Moore y Jim Reardon. Uno de los clubes nocturnos que visitan Homer y Bart cuando tratan de encontrar a la Princesa Kashmir estuvo inspirado en el Club Séptimo Velo de Los Ángeles, California. Los guionistas caminaron por Hollywood tomando fotografías de clubes nocturnos, para mejorar los diseños de los interiores de los clubes nocturnos de Springfield. El encargado de los diseños de los personajes creó más de cincuenta trajes diferentes para las mujeres en la secuencia del espectáculo final. Carl Carlson, cuya voz fue realizada por Harry Shearer, realizó su primera aparición en Los Simpson en este episodio.

## Recepción
En su emisión original en los Estados Unidos, "Homer's Night Out" finalizó en el decimocuarto lugar de los índices de audiencia de la semana del 19 al 25 de marzo de 1990, con un rating Nielsen de 16,9 puntos. Fue el segundo programa más visto de Fox esa semana.
"Homer's Night Out" recibió críticas generalmente positivas por parte de los críticos. En una reseña del DVD de la primera temporada, David B. Grelck le dio al episodio una puntuación de 4 puntos sobre 5, seleccionándolo como uno de sus dos episodios favoritos de la temporada. Luego añadió que "este episodio nos permite ver que Homer realmente ama mucho a Marge sin ser demasiado sentimental. El episodio es extraño y divertido". Colin Jacobson en la DVD Movie Guide dijo en una crítica que "el concepto de la ira de Marge hacia Homer ya está trillado, pero este episodio logró ser entretenido. Fue gracioso ver a Homer siendo reconocido como galán, y tuvo momentos bellos. El nivel general de calidad permaneció a lo largo del episodio, aunque no fue una obra maestra". David Packard en DVD Verdict dijo en una crítica del DVD titulado The Simpsons Gone Wild que "el episodio muestra una animación y un trabajo de doblaje precario, similar al resto de los capítulos de la primera temporada. Esto no me molestó; en efecto, me gusta la primera temporada ya que muestra el esfuerzo de los productores en mejorar la calidad con respecto a The Tracey Ullman Show. El problema de este episodio radica en que no es particularmente divertido. Sonreí un par de veces, pero no aprecié el humor que sí tuvieron los dos episodios siguientes".